# Brazilské námořnictvo
Brazilské námořnictvo (portugalsky Marinha do Brasil) je součástí ozbrojených sil Brazílie. Je největším námořnictvem v Latinské Americe. V roce 1997 ho tvořilo 64 700 osob, z toho 14 600 vojáků námořní pěchoty. V roce 2009 ho tvořilo 60 000 osob, 99 válečných lodí a 89 letadel a vrtulníků. Vrchním velitelem námořnictva je brazilský prezident. Jeho vlajkovou lodí je víceúčelová letadlová loď Atlântico (A 140, ex HMS Ocean).

## Historie

Vlajka brazilského námořnictva

Brazílie vyhlásila v roce 1821 nezávislost na Portugalsku. Brazilské námořnictvo později bojovalo proti Paraguayi v paraguayské válce spolu s Argentinou v letech 1865–1870, válku Brazilci vyhráli. Za první světové války Brazílie bojovala na straně Dohody. Ve druhé světové válce Brazílie bojovala po boku Spojenců. Po druhé světové válce získalo brazilské námořnictvo jako první v Jižní Americe vlastní letadlovou loď.

## Složení

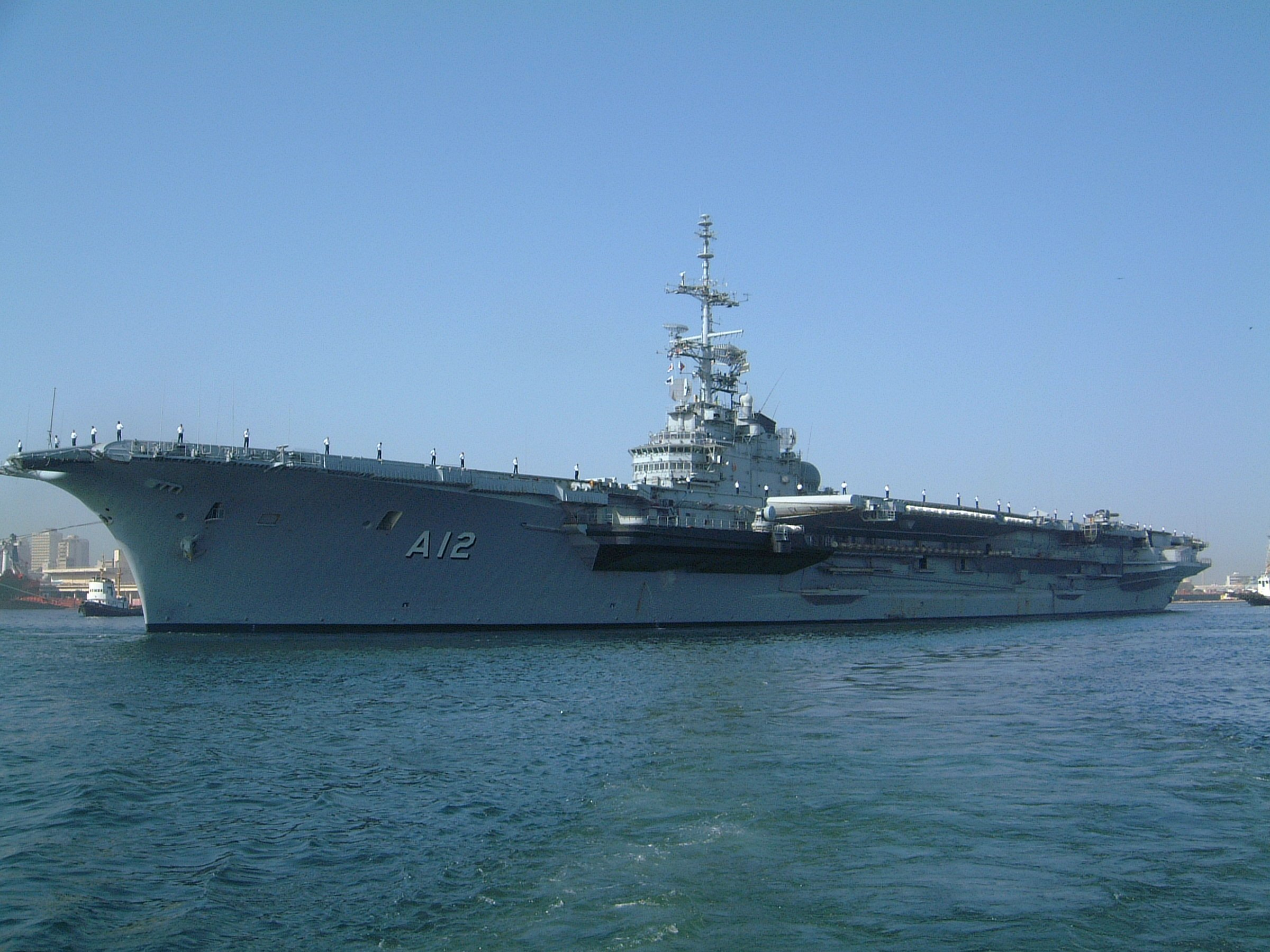
São Paulo

Od 60. let byla vlajkovou lodí brazilského námořnictva letadlová loď Minas Gerais, zakoupená ve Velké Británii v roce 1956. Teprve v roce 2000 se novou vlajkovou lodí stala letadlová loď São Paulo, původně francouzská Foch třídy Clemenceau. Mimo letadlovou loď jsou nejvyšší kategorií brazilských válečných lodí fregaty. V současnosti jich provozuje devět, z toho tři britského typu 22 a šest domácí třídy Niterói. Menší plavidla zastupuje pět korvet, z toho jsou čtyři třídy Inhaúma a jedna modifikované třídy Barroso.
Brazilské námořnictvo provozuje dvě třídy ponorek založených na německých lodích typu 209. Jedná se o čtyři jednotky třídy Tupi a jednu třídy Tikuna. V roce 2008 byly objednány čtyři nejmodernější francouzské dieselelektrické ponorky třídy Scorpène. Francie se rovněž zavázala, že Brazílii pomůže se stavbou její vlastní ponorky s jaderným pohonem.
Brazílie dále vlastní pět výsadkových lodí, šest minolovek, okolo 30 hlídkových člunů a téměř 40 dalších pomocných lodí.

### Letadlové lodě

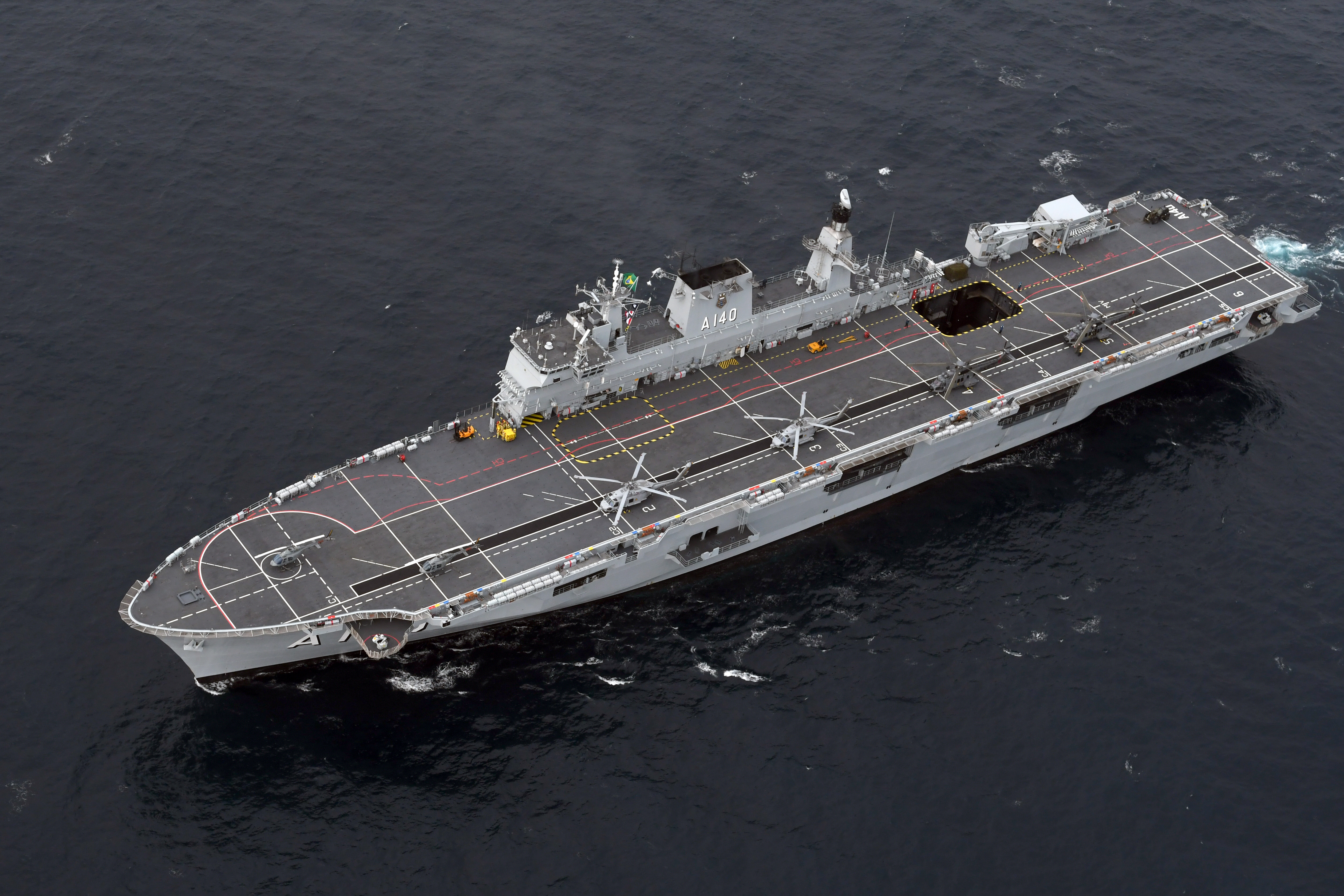
Letadlová loď Atlântico

- Atlântico (A 140) – víceúčelová letadlová loď, vlajková loď

### Fregaty

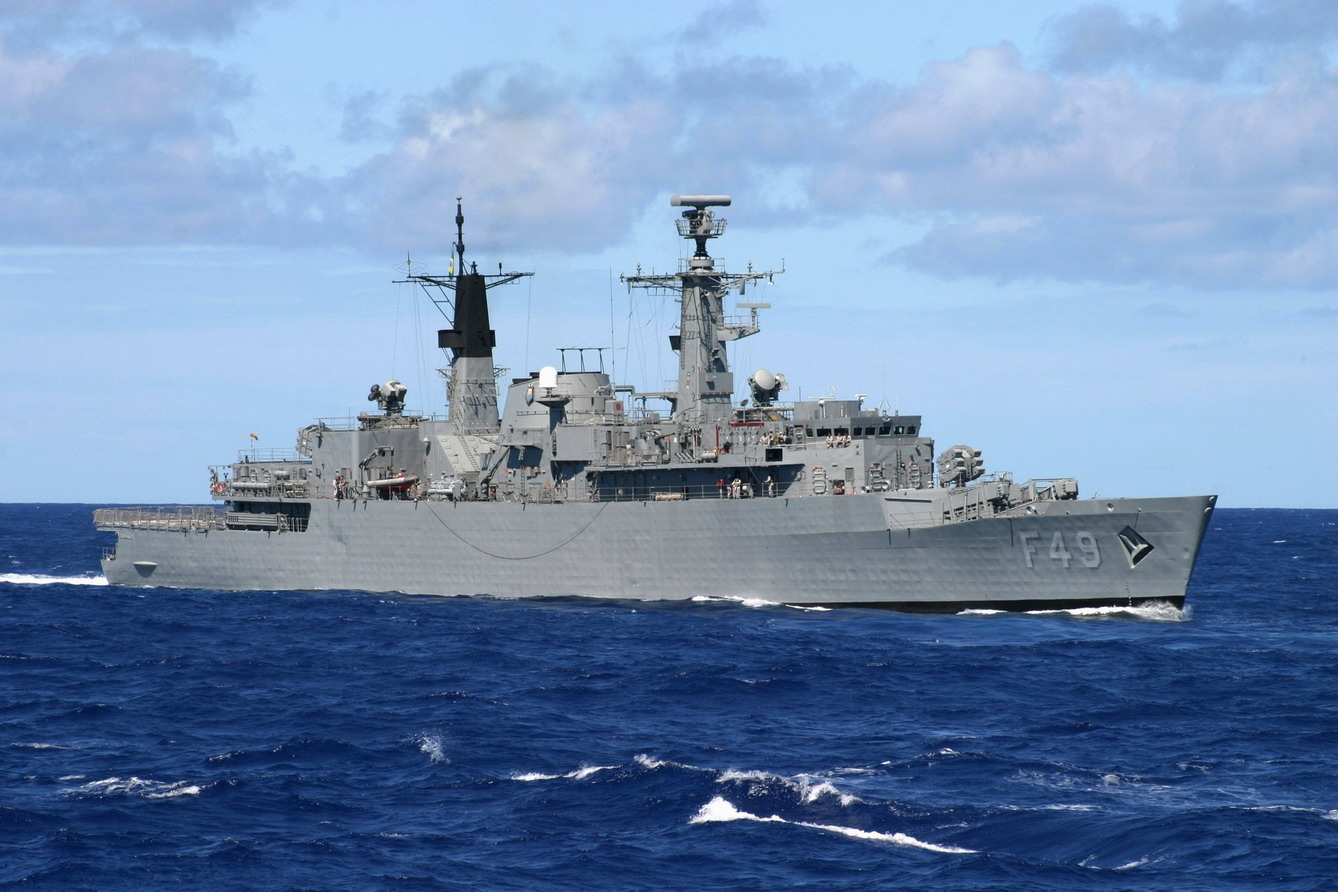
Fregata Rademaker

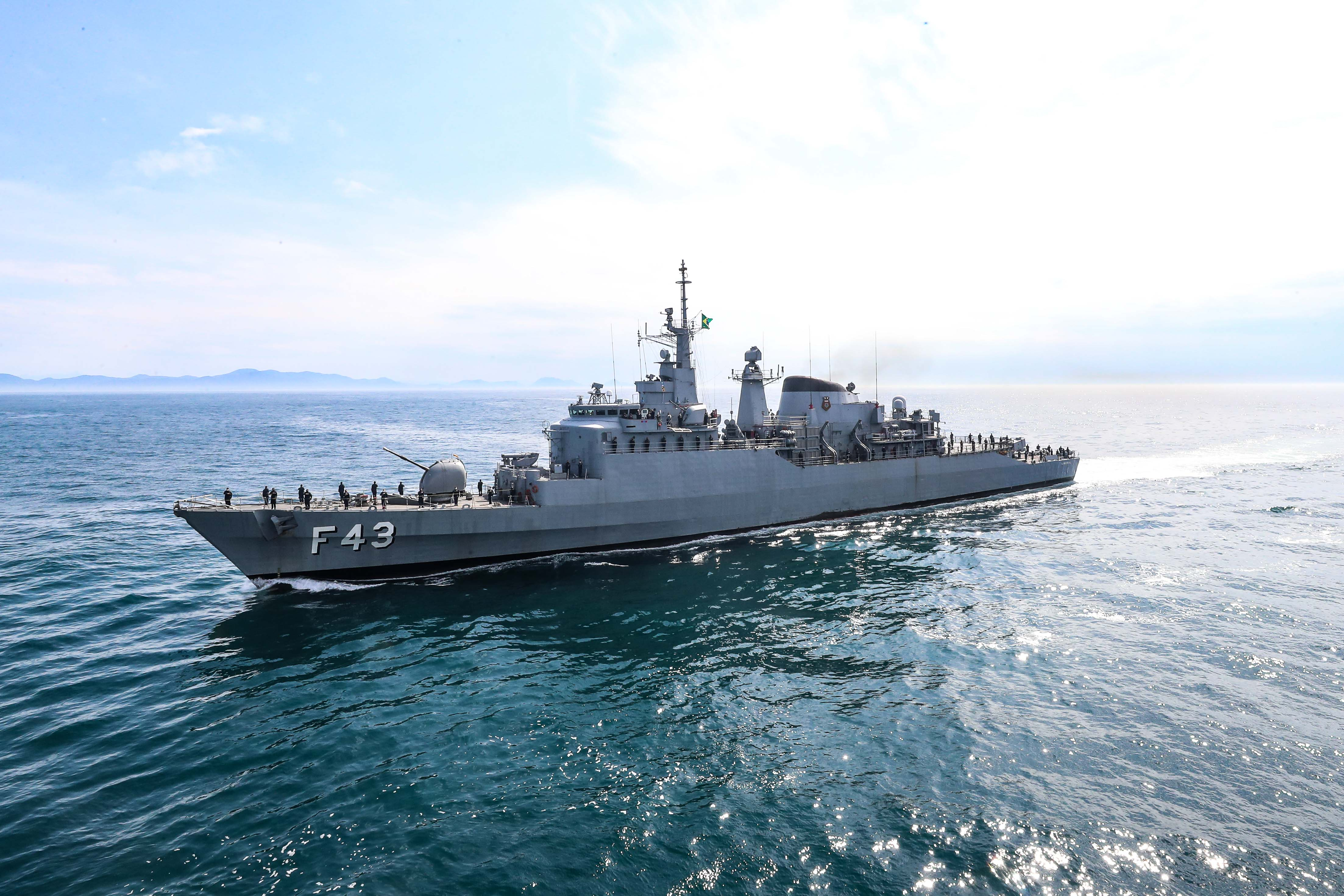
Fregata Liberal

- Třída Greenhalgh
  - Rademaker (F49)

- Třída Niterói
  - Defensora (F41)
  - Constituição (F42)
  - Liberal (F43)
  - Independência (F44)
  - União (F45)

### Korvety

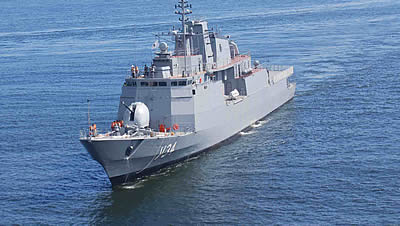
Korveta Barroso

- Třída Barroso
  - Barroso

- Třída Inhaúma
  - Júlio de Noronha (V32)

### Ponorky

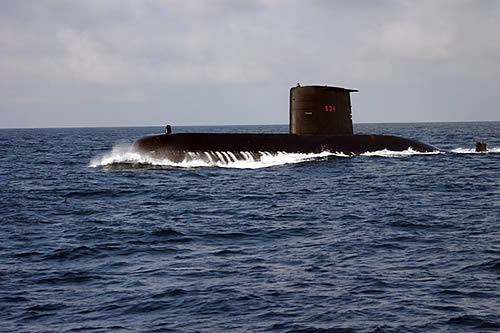
Ponorka Tikuna

- Třída Riachuelo – francouzský třídy Scorpène
  - Riachuelo (S40)
  - Humaitá (S41)

- Třída Tupi – německý typ 209
  - Tupi (S30)
  - Tikuna (S34)

### Výsadkové lodě
- Třída Foudre
  - Bahia (G40)

- Třída Round Table – tanková výsadková loď
  - Almirante Sabóia (G25, ex HMS Sir Bedivere)

- Třída Rapière
  - Marambaia (L20, ex Hallebarde)

### Hlídkové lodě

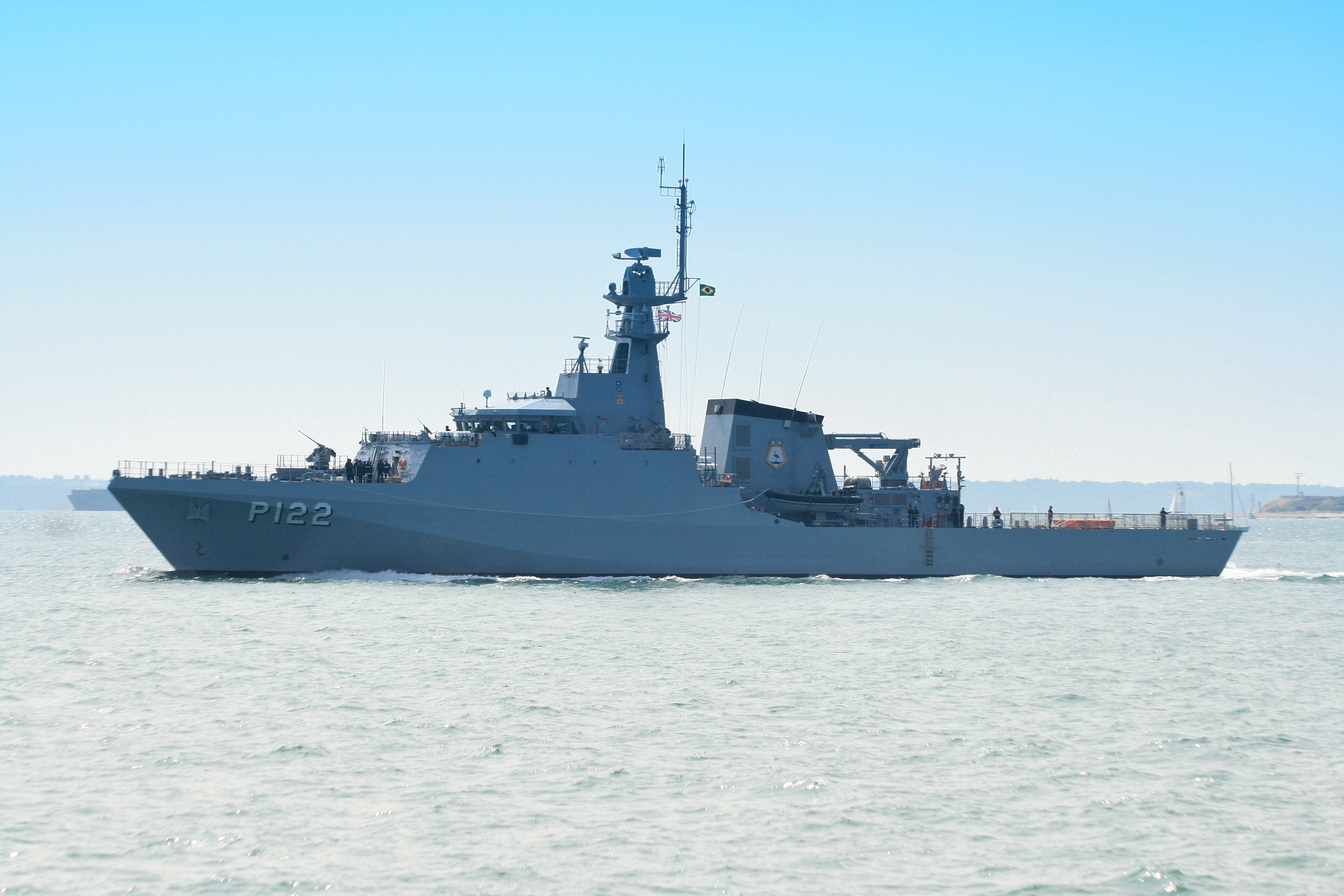
Araguari (P122)

- Třída Amazonas
  - Amazonas (P120)
  - Apa (P121)
  - Araguari (P122)

- Třída Macaé
  - Macaé (P70)
  - Macau (P71)
  - Maracanã (P72)

- Třída Grajaú (12 ks)

- Třída Imperial Marinheiro
  - Caboclo (V19)

- Parnaíba (U17) – monitor

### Minolovky
- Třída Aratù (3 ks)
- Třída River (4 ks)

### Pomocné lodě

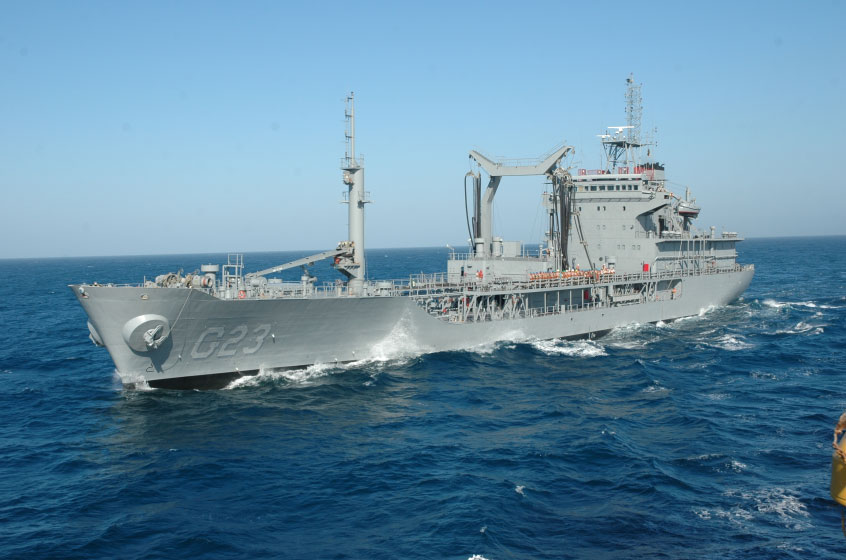
Almirante Gastão Motta (G23)

- Almirante Gastão Motta (G23) – tanker
- Marajó (G27) – tanker

- Třída Mearim – transportní loď (3 ks)

- Guillobel (K120) – záchranná loď ponorek

- Ary Rongel (H44) – výzkumný ledoborec
- Almirante Maximiano (H41) – výzkumný ledoborec

- Antares (H40) – oceánografická loď
- Cruzeiro do Sul (H38) – hydrografická loď
- Almirante Graça Aranha (H34) – hydrografická loď
- Vital de Oliveira (H39) – hydrografická výzkumná loď
- Aspirante Moura (U14) – výzkumná člun

### Cvičné lodě

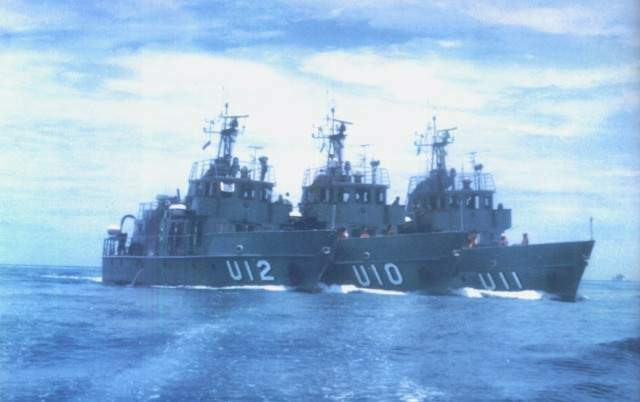
Třídy Aspirante Nascimento

- Brasil (U27) – cvičná loď odvozená od třídy Niterói

- Třída Aspirante Nascimento - cvičná loď
  - Aspirante Nascimento (U10)
  - Guarda-Marinha Jansen (U11)
  - Guarda-Marinha Brito (U12)

- Cisne Branco (U20) – cvičná plachetnice

## Plánované akvizice
- Třída Scorpène – objednány čtyři jednotky
- Třída Tamandaré – fregaty (4 ks)
- Třída Macaé – hlídkové lodě (4 ks)
- Álvaro Alberto (SN-10) – Útočná ponorka s jaderným pohonem je vyvíjena v rámci modernizačního programu PROSUB. Brazílie na něm spolupracuje s francouzskou loděnicí Naval Group.[3]
- Almirante Saldanha (H22) – výzkumný ledoborec